# Carole Toy
Carole Mary Toy (18 de julio de 1948) es una deportista australiana que compitió en tiro con arco, en la modalidad de arco recurvo. Ganó tres medallas en el Campeonato Mundial de Tiro con Arco al Aire Libre, en los años 1977 y 1979.

## Palmarés internacional
| Campeonato Mundial al Aire Libre | Campeonato Mundial al Aire Libre | Campeonato Mundial al Aire Libre | Campeonato Mundial al Aire Libre |
| Año                              | Lugar                            | Medalla                          | Prueba                           |
| -------------------------------- | -------------------------------- | -------------------------------- | -------------------------------- |
| 1977                             | Camberra (Australia)             | Medalla de bronce                | Equipo                           |
| 1979                             | Berlín Occidental (RFA)          | Medalla de plata                 | Equipo                           |
| 1979                             | Berlín Occidental (RFA)          | Medalla de bronce                | Individual                       |